# Aeroportul Longnan Chengzhou
Aeroportul Longnan Chengzhou (IATA: LNL, ICAO: ZLLN) este un aeroport din Cheng County⁠(d), Longnan⁠(d), Gansu, Republica Populară Chineză ce deservește zona Longnan⁠(d). Aeroportul a fost tranzitat în 2022 de 190.907 pasageri. A fost deschis în 25 martie 2018 și numit după zona deservită.
Situat la o altitudine de 1.130 m, aeroportul dispune de o singură pistă.